# 劉田 (弘治進士)
劉田（1481年—1519年），字伯耕，號東溪，山東兗州府東平州東阿縣人，民籍，明朝政治人物。

## 生平
弘治十一年（1498年）戊午科山東鄉試第五十七名舉人，十八年（1505年）中式乙丑科會試第二百十九名，三甲第一百四十三名進士。授元氏縣知縣，升戶部員外郎，正德十四年（1519年）卒於官。

## 著作
著有《東溪存稿》。

## 家族
曾祖劉璉，教諭；祖父劉觀，贈吏部郎中；父劉約，河南布政使司右參政。母徐氏（封淑人）。弟劉谷、劉隅、劉階、劉牧、劉垣。